# Luis Alberto Flores (Basketballspieler)
Luis Alberto Flores Matias (* 11. April 1981 in San Pedro de Macorís) ist ein dominikanischer Basketballspieler. Nach einer kurzen Karriere in der NBA spielte Flores neben Stationen in seinem Heimatland in Europa. Mit der dominikanischen Nationalmannschaft gewann Flores 2003 die Silbermedaille bei den Panamerikanischen Spielen 2003 in seinem Heimatland. Auf Vereinsebene erreichte Flores mit dem russischen Verein Krasnye Krylja Samara das Finale der EuroChallenge 2009/10, das gegen den deutschen Verein BG 74 Göttingen verloren ging.

## Karriere
Flores wuchs in Washington Heights (New York City) in den Vereinigten Staaten auf und ging 1999 zum Studium an die Rutgers University in New Jersey, wo bereits sein ebenfalls in Manhattan aufgewachsener Landsmann Jeff Greer für die Hochschulmannschaft Scarlet Knights in der Big East Conference der NCAA spielte. In dieser Hochschulmannschaft kam Flores nicht wie gewünscht zum Zuge und wechselte, nachdem er im Sommer 2000 für eine Mannschaft in seinem Heimatland gespielt hatte, an das Manhattan College zurück nach New York City. Bei den U21-Juniorenweltmeisterschaften 2001 in Saitama gelang der dominikanischen Auswahl mit Flores der Halbfinaleinzug nach einem überraschenden Sieg gegen die überzeugend ins Turnier gestartete israelische Juniorenauswahl. Flores wurde am Ende des Turniers der zweitbeste individuelle Punktesammler hinter dem Argentinier Luis Scola. Für die Dominikanische Republik bedeutete am Ende der vierte Platz bei der WM ein herausragender Erfolg in der Geschichte ihrer Basketball-Auswahlmannschaften. Am Manhattan College spielte Flores für die Hochschulmannschaft Jaspers nach einer den Regularien der NCAA entsprechenden einjährigen Wettkampfpause ab 2001 drei Jahre in der Metro Atlantic Athletic Conference (MAAC) der NCAA. Am Ende der Spielzeit 2001/02 bekamen die Jaspers eine Einladung zum National Invitation Tournament, wo sie in der ersten Runde gegen die Wildcats der Villanova University unterlagen. Anschließend gewannen sie zweimal hintereinander die reguläre Saison und das Meisterschaftsturnier der MAAC, wobei Luis Flores zweimal hintereinander als Spieler des Jahres der MAAC ausgezeichnet wurde und zweimal den „Lt. Frank J. Haggerty Award“ für den besten New Yorker College-Basketballspieler verliehen bekam. In der landesweiten NCAA-Endrunde gewannen die Jaspers nach einer Erstrundenniederlage gegen den späteren Titelgewinner Orangemen der Syracuse University 2003 ein Jahr später ihr Auftaktspiel überraschend gegen die Gators der University of Florida, anschließend verloren sie in der nächsten Runde jedoch gegen die Demon Deacons der Wake Forest University, als Flores den späteren NBA All-Star und Olympiasieger Chris Paul nicht stoppen konnte. Flores erzielte in 89 Meisterschaftsspielen allein für die Jaspers bei einem Punktedurchschnitt von 22,7 pro Spiel über 2.000 Punkte, womit er mannschaftsinterner Topscorer der ewigen Bestenliste der Jaspers ist. Zusammen mit seinen 114 Punkten für die Scarlet Knights kam er damit auf 2.160 Punkte in seiner NCAA-Karriere.
2003 hatte Flores bereits für die Herrenauswahl der Dominikanischen Republik bei Endturnieren debütiert. Bei den Centrobasket-Meisterschaften der mittelamerikanischen Nationen inklusive Mexiko hatte die Nationalmannschaft nur zwei Spiele gegen den ungeschlagenen Turniersieger Puerto Rico verloren und die Silbermedaille gewonnen. Bei den Panamerikanischen Spielen 2003 zwei Monate später in Santo Domingo stieß nun Flores’ ehemaliger Mannschaftskamerad aus seiner ersten College-Saison, Jeff Greer, zur Auswahl und man konnte Puerto Rico vor heimischem Publikum im Halbfinale besiegen. Nach einer Finalniederlage gegen Brasilien gewann man erneut eine Silbermedaille. Die Silbermedaille war der erste Medaillengewinn für die Dominikanische Republik bei einem Basketballwettbewerb der Panamerikanischen Spiele.
Im „Entry Draft“ 2004 der am höchsten dotierten Profiliga NBA wurde Flores 2004 in der zweiten Runde von den Houston Rockets ausgewählt. Über Tauschgeschäfte mit anderen Spielern, unter anderem mit Vasilis Spanoulis, landete er schließlich bei den Golden State Warriors. Für diese Mannschaft kam er in der NBA 2004/05 jedoch nur in 15 Spielen für knapp fünf Minuten pro Spiel zum Einsatz und wurde Ende Februar 2005 erneut zu den Denver Nuggets getauscht, die ihn in nur einem weiteren Spiel einsetzten. Ende August 2005 wurde Flores schließlich von den Nuggets aus vertraglichen Verpflichtungen entlassen. Im November 2005 wurde er schließlich vom italienischen Erstligisten aus Roseto degli Abruzzi unter Vertrag genommen, wo bereits sein Landsmann Jack Michael Martínez spielte. In der Saison 2005/06 der Lega Basket Serie A konnte Flores erneut seine Qualitäten als Scorer mit über 20 Punkten pro Spiel unter Beweis stellen, absolvierte in Folge von Verletzungen jedoch nur elf Spiele. Roseto konnte sich dank des besseren direkten Vergleichs auf dem viertletzten Tabellenplatz den sportlichen Klassenerhalt sichern, erhielt aber aus wirtschaftlichen Gründen anschließend keine neue Lizenz mehr. Im Sommer 2006 spielte Flores erneut in der Dominikanischen Republik, bevor er einen Vertrag für die Saisonvorbereitung bei den New Orleans Hornets in der NBA bekam, der jedoch nicht für die Saison verlängert wurde. Anfang Dezember 2006 wurde Flores von einem weiteren italienischen Erstligisten verpflichtet. Bei Bipop Carire aus Reggio nell’Emilia trat er dann mit gut 14 Punkten nicht mehr so dominant als Scorer in Erscheinung, doch diese Mannschaft musste trotz zweier Saisonsiege mehr als Roseto im Jahr zuvor wegen des schlechteren direkten Vergleichs als Vorletzter aus der höchsten Spielklasse absteigen.
Nach Meisterschaftsspielen in der Dominikanischen Republik im Sommer 2007 wurde Flores zu Beginn der Saison 2007/08 von Olympiada aus Patras unter Vertrag genommen. Der Vorjahresaufsteiger in die höchste griechische Spielklasse A1 Ethniki hatte jedoch eine sportlich sehr schlechte Saison, die am Ende mit dem Abstieg enden sollte. Flores verließ den Verein am Jahresende und wechselte zurück nach Italien, wo er in der zweithöchsten Spielklasse Legadue für den Verein aus Fabriano die Saison zu Ende spielte. Indesit Fabriano konnte am Ende der Spielzeit auf dem viertletzten Tabellenplatz jedoch nur den Klassenerhalt sichern. In der Saison 2008/09 konnte Flores nun erstmals auch einen Erfolg mit einer professionellen Vereinsmannschaft verbuchen, als er mit dem israelischen Vorjahresmeister Hapoel aus Cholon den nationalen Pokalwettbewerb gewann. Beim knappen 69:68-Finalsieg über Maccabi Haifa und dem ersten Titel für Hapoel Holon in diesem Wettbewerb war Flores mit 23 Punkten Topscorer seiner Mannschaft, die jedoch als Titelverteidiger in der ersten Play-off-Runde um die Meisterschaft im entscheidenden fünften Spiel in der Verlängerung gegen Hapoel Galil Elyon ausschied.
Nachdem Hapoel Holon in der Vorsaison an keinem internationalen Wettbewerb teilgenommen hatte, spielte Flores erstmals in der Saison 2009/10 für den russischen Verein Krasnye Krylja aus Samara in der EuroChallenge 2009/10 in einem europäischen Vereinswettbewerb. Krasnye Krylja zog mit Flores als Topscorer des Wettbewerbs ins Final-Four-Turnier in Göttingen ein. Nachdem Flores im Halbfinale gegen Scavolini Pesaro entscheidende Freiwürfe in den Schlusssekunden verwandeln konnte, zog man ins Finale gegen den Ausrichter BG 74 Göttingen ein, der in der Zwischenrunde sein Heimspiel gegen Samara bereits überzeugend gewonnen hatte. Auch im Finale konnte Krasnye Krylja das Blatt nicht wenden und verlor am Ende mit 75:83. In der Saison 2010/11 spielte Flores in der Basketball Superliga Ukraine für den Klub aus Donezk, die unter dem neuen Trainer Saša Obradović erstmals ins Play-off-Finale der Meisterschaft einzogen. Dort unterlag man jedoch dem vormaligen Vizemeister BK Budiwelnyk aus der Hauptstadt Kiew. Bei den Basketball-Amerikameisterschaften 2011 im argentinischen Mar del Plata gewann die dominikanische Nationalmannschaft mit den NBA-Profis Al Horford, Francisco García und Charlie Villanueva sowie Jack Martinez und Flores das kleine Finale gegen Puerto Rico. Mit der Bronzemedaille gelang ebenfalls der erste Medaillengewinn für die Dominikanische Republik in diesem Wettbewerb.
Für die Saison 2011/12 wurde Flores vom spanischen Erstligisten Asefa Estudiantes aus Madrid verpflichtet. Estudiantes, die der höchsten spanischen Spielklasse seit ihrer Gründung 1953 angehörten, war in dieser Spielzeit in der Liga ACB wenig erfolgreich und akut vom Abstieg bedroht, als sie Flores im Januar 2012 aus disziplinarischen Gründen entließen. Anschließend kehrte Flores für den Rest der Spielzeit noch einmal in die Ukraine zurück, wo er für Meister BK Budiwelnyk in 20 Spielen auflief. Während man Ende März den nationalen Pokalwettbewerb gewinnen konnte, schied man als Titelverteidiger in der Halbfinalserie der Meisterschaft gegen BK Asowmasch Mariupol klar in vier Spielen aus und belegte am Ende den vierten Platz, während sein Ex-Verein BK Donezk seine erste Meisterschaft gewann. Während seine Nationalmannschaftskollegen beim olympischen Qualifikationsturnier im entscheidenden Spiel gegen Nigeria den letzten Platz im olympischen Basketballturnier 2012 verpassten, wurde Flores zum Jahreswechsel 2012/2013 zunächst als Neuzugang von Hapoel Eilat vermeldet. Flores spielte im Jahr 2013 bislang jedoch nur für Vereine in Venezuela und seinem Heimatland.